# Championnat du Royaume-Uni de snooker 1983
Le championnat du Royaume-Uni 1982 est, comme lors des cinq dernières éditions, parrainé par la chaîne de magasins de paris britannique Coral (en). Il est organisé du 18 novembre au 4 décembre 1982 au Guild Hall de Preston, en Angleterre. Il dure donc deux jours supplémentaires par rapport au tournoi de l'an dernier. 
Le finaliste de la précédente édition, Alex Higgins, décroche son unique titre au championnat du Royaume-Uni, après deux échecs en finale. Ayant échoué dans l'ultime manche l'année dernière, Higgins prend sa revanche et dompte Steve Davis au terme de la manche décisive. C'est la première défaite de Davis en finale de ce tournoi, lui qui avait jusqu'à présent enregistré deux succès (1980 et 1981). 

## Prix
La dotation est en augmentation par rapport à l'édition de 1982 :
| Vainqueur :           | 12 000 £ |
| Finaliste :           | 6 500 £  |
| Break le plus élevé : | 1 000 £  |

## Finale
| Finale : 16 manches gagnantes. Arbitre : Len Ganley Guild Hall, Preston, Angleterre, 3 et 4 décembre 1982. |                        |                        |
| Alex Higgins Irlande du Nord | 16–15                  | Steve Davis Angleterre |
| 1re session : 29–107 (78), 31–86 (84), 62–82 (82), 43–56, 25–84 (54), 14–68 (64), 12–76 (67) 2e session : 109–18, 69–41, 110–12 (76), 46–68, 60–35, 76–18 (70), 73–0, 67–21 3e session : 70–29, 0–71, 21–73, 70–57, 38–79 (52), 94–0, 106–9 (62) 4e session : 73–21, 60–72, 87–34, 86–1 (86), 32–71, 14–58, 22–64, 88–24, 77–0 |                        |                        |
| 86 | Break le plus élevé    | 84                     |
| 0 | Centuries              | 0                      |
| 4 | Breaks supérieurs à 50 | 7                      |

## Centuries (7)
- 139  –  Tony Meo
- 119  –  Joe Johnson
- 119  –  Paul Medati
- 113  –  Tony Knowles
- 108  –  Steve Davis
- 108  –  Jimmy White
- 101  –  Ray Reardon

## Référence
1. ↑  « 1983 UK Championship Results », sur web.archive.org, 3 mars 2016 (consulté le 8 mai 2024)